# 城雅子
城雅子（日语：城 雅子，1978年10月12日—），日本女性配音員。出身於長崎縣長崎市。81 Produce所屬。身高147cm。O型血。

## 人物
城雅子於遊戲《麵包丁 -QRUTON-》聲演青山巧可期間，本身能分明從少女到美少年的特殊聲線。而當自己第一次看到插圖時就說該角色似乎是如此的可愛，並且表示自己也想挑戰美少年角色的聲線。雖然自身頻繁參加動畫和遊戲的配音，但是廣播劇CD配音也少不了她。原因是本人本身就很想挑戰一次BL作品的配音。
還有，跟城雅子一起參加過配音的櫻井孝宏表示，2人私下也玩過此遊戲。但櫻井又說基本上似乎幾乎沒有的、希望透過這款遊戲關係能一點一滴地變得更親近。
《閃電十一人》搬上舞台劇時，少林寺步的演員由原勇彌扮演，城雅子身為動畫版配音員自己也有出席這場舞台劇。
與同行村井每早是好友，2人經常一起去喝酒。另外與宮川美保2人一起常做指甲彩繪。
2012年6月16日，城雅子結婚的消息由同事務所前輩小林優子和友人中村豆千代在各自的部落格宣布。同年10月準備生子，因此動畫《出包王女》角色御門涼子配音則請櫻井浩美代替。之後於2013年6月回歸。
興趣、特長：電子琴。

## 演出
粗體字表示主要角色。

### 電視動畫
1998年
- 丸少爺（女高中生、夏美、美紀、少女、老婆婆）

1999年
- 索斯機械獸（女孩子）

2000年
- 萬有引力（女性記者A、女性記者）
- 哈姆太郎（くるりんちゃん、夏美）

2001年
- 大嘴鳥（田中歌手）
- 幻想魔傳 最遊記（小孩）
- 上班族金太郎（佐伯一枝）
- Geneshaft（日语：ジーンシャフト）（艾莉絲、露娜、博士）
- 週刊故事樂園（日语：週刊ストーリーランド） 老婆婆系列（日语：謎の老婆）「痛苦的點名簿」（學生B）
- 光劍星傳EX（隊員A）
- 索斯機械獸III（清美、零件店鋪的女孩、記者）
- 幽浮寶貝（凱莎琳）
- 神影小偵探（[13]）
- NOIR（婦人顧客、女性）
- 第一神拳（速水的女性粉絲）
- PaRappa the Rapper（日语：パラッパラッパー）（學生）
- 神奇寶貝（小孩）
- 魔力女管家（佐倉雪繪）
- 名偵探柯南（小孩）

2002年
- 水瓶戰記 Sign for Evolution（平群霧子）
- Weiß kreuz Glühen
- 銀河天使A（メーモン、子的靈魂、女主人、 等）
- 鈴鐺貓娘Panyo Panyo（くいしんぼうオバケ、主婦B）
- 迷糊天使（女學生、男學生、主婦A、年輕太太B、盆栽、恐怖的天使、大嬸A、女孩子）
- 神奇寶貝（走路草）
- 洛克人EXE（蘿露[14]、光春香[14]、廣播）
- 魔法咪路咪路（卡賓、金寶珠老師）

2003年
- 猴王五九（日语：アソボット戦記五九）（少女）
- 妙妙魔法屋（學生）
- 青青校樹（女學生）
- 貯金大冒險（糖果）
- 魔法少年賈修（好子）
- 急救超人兵團
- 火影忍者（少年）
- 洛克人EXE  AXESS（蘿露、光春香）
- 魔法咪路咪路Golden（卡賓、卡夢夢女孩）

2004年
- 阿嘉莎·克莉絲蒂的名偵探白羅與瑪波（奧莉薇[15]）
- 詩∽片（母親）
- 現視研（食堂大嬸）
- 醜陋美世界（主播〈女〉）
- 沙漠神行者（女孩、照片中女性）
- tactics（白妙）
- 花右京女侍隊 La Verite（瑪莉的老師）
- 光與水的女神（パオ）
- 光之美少女（森岡唯）
- 棉花糖樂園（布蘭）
- 洛克人EXE Stream（蘿露、光春香）
- 魔法咪路咪路Wonderful（卡賓）

2005年
- 幸運女神（克蘿諾）
- 極上生徒會（研磨光子）
- 怪醫黑傑克（雪男的同學、學生、朋友1、男學生、學生2、廣播、護理師）
- 魔法少女加奈（女學生A）
- 名偵探柯南（女、助手B）
- 雪之女王（約翰[16]、女服務生、春之國的女王 等）
- 青檸色之戰奇譚X CROSS ～請教我談戀愛。～（直江的母親）
- 洛克人EXE BEAST（蘿露、光春香）
- 魔法咪路咪路Charming（卡賓）

2006年
- 花漾明星KIRARIN（小倉惠理奈）
- 飛天小女警Z（足球少年、隼人的朋友）
- 光之美少女Splash Star（太田優子）
- 妙廚學生！美味香（日语：味楽る!ミミカ）（張鈴鈴）
- 名偵探柯南（女性B、母親）
- 洛克人EXE BEAST+（蘿露、光春香）

2007年
- 機動戰士鋼彈00（阿雷路亞·帕普提茲姆／哈雷路亞〈幼少時期〉）
- 銀魂（百音）
- 戀愛天使安琪莉可 ～光輝的明天～（貴婦人）
- 最棒！寵物反斗星！（MEMEMAMA吉、女僕吉、兔子吉、花）
- D.Gray-man（村子女孩）
- 決鬥大師（オクト）
- 決鬥大師Zero（オクト）
- 天元突破 紅蓮螺巖（クンバ）
- 旋風管家（艾莉娜、牧[注 2]）
- 可愛小水滴 啊哈☆（日语：ぷるるんっ!しずくちゃん）（沙拉田由老師）

2008年
- 淘氣小親親（梅格）
- 閃電十一人（少林寺步、豪炎寺夕香、成神健也、山岸迫、明井戶達人）
- 機動戰士鋼彈00 2nd Season（阿雷路亞·帕普提茲姆／哈雷路亞〈幼少時期〉）
- 花漾明星KIRARIN STAGE3（小倉惠理奈）
- 武裝機甲（早瀨千里、降矢勉〈幼少時期〉）
- 守護甜心！（鈴木的奶奶、解說者、邊里唯世的奶奶）
- 麵包超人（美式鬆餅人）
- 決鬥大師Cross（小葉）
- 出包王女（御門老師〈御門涼子〉）
- 神奇寶貝鑽石&珍珠（鈴鐺響）
- 魔法使的條件 ～夏日天空～（栗原杏）
- MAJOR 4th season（美）

2009年
- 閃電十一人（風魔小平太、女川映日、館野舞）
- CLANNAD ～AFTER STORY～（母親）
- 奇蹟少女KOBATO.（義男）
- 守護甜心!! 心跳（邊里唯世的奶奶）
- MAJOR 5th season（美）

2010年
- 戀愛班長（小澤茜）
- 寵物反斗星（蕃茄丘吉）
- 決鬥大師Cross Shock（皮可西）
- 更多出包王女（御門老師〈御門涼子〉）

2012年
- 閃電十一人GO（豪炎寺夕香）
- 坂道上的阿波羅（西見薰的伯母、深堀百合香的母親）

2013年
- 寵物反斗星 Yume Kira Dream（紅吉）

2015年
- 卡片鬥爭!! 先導者G GIRS危機篇（主持人）

2017年
- 蠟筆小新（店員A）

2018年
- 閃電十一人 戰神的天秤（2018～2019，山岸迫、成神健也）

### 電影動畫
2005年
- 洛克人EXE：光與黑暗的遺產（日语：ロックマンエグゼ 光と闇の遺産）（受理小姐）

2007年
- 劇場版 寵物反斗星：DOKI DOKI！星球大暴走!?（日语：えいがでとーじょー! たまごっち ドキドキ! うちゅーのまいごっち!?）（MEMEMAMA吉）

2010年
- 劇場版 閃電十一人：最強軍團王牙來襲（少林寺步、豪炎寺夕香）

### OVA
2005年
- 童話槍手小紅帽
- 名偵探柯南 目標是毛利小五郎!! 少年偵探團的秘密調查!!（委託的女孩子）

2008年
- 柳瀨嵩童話劇場（星星男孩）

2009年
- 出包王女 OVA（御門涼子）[注 3]

2011年
- 怪醫黑傑克 FINAL（美登里）

2018年
- 閃電十一人 Reloaded（少林寺步）

### 網路動畫
2017年
- 閃電十一人 Outer Code（成神健也）

### 遊戲
2001年
- Apocripha/0（日语：Apocripha/0）
- 復活邪神：無限傳說（日语：アンリミテッド:サガ）（提奉）
- （神樂艾莉絲）

2002年
- （神樂艾莉絲）
- 彩虹色躲避球 ～少女們的青春～（二階堂涼音）

2003年
- 薇歐蕾特的工作室 ～格拉姆納特的鍊金術士2～（卡塔莉娜·特拉肯）
- 貯金大冒險2 闇之金幣國王與女王（高麗菜）
- 貯金大冒險3 砂糖王國之謎（高麗菜）
- 大正異聞錄（山邊香我美）
- 魔法咪路咪路 對戰魔法球
- 洛克人EXE Transmission（日语：ロックマンエグゼ トランスミッション）（蘿露、光春香）

2004年
- CAPCOM FIGHTING Jam（日语：CAPCOM FIGHTING Jam）（英格麗德（日语：イングリッド (カプコン)））
- 貯金大冒險 解除金幣王的危機（日语：コロッケ! バン王の危機を救え）（高麗菜、香莢蘭）

2005年
- 魔法咪路咪路 心跳回憶大恐慌

2006年
- 快打旋風ZERO3↑↑（英格麗德）
- 轉生學園月光錄（水守香奈）

2008年
- 出包王女 興奮不已！森林學校篇（御門老師〈御門涼子〉）
- 出包王女 心跳加速！臨海學校篇（御門老師〈御門涼子〉）

2009年
- 閃電十一人2 威脅的侵略者（少林寺步）
- 麵包丁 -QRUTON-（日语：クルトン）（青山巧可）

2010年
- 閃電十一人3 挑戰世界!!（豪炎寺夕香）
- burst error -EVE The 1st.-（日语：EVE burst error#burst error -EVE The 1st.-）（香川美純）

2011年
- 閃電十一人 王牌前鋒（少林寺步、成神健也、館野舞）
- 閃電十一人GO 光明／黑暗（豪炎寺夕香）

2013年
- 鬼武者Soul（日语：鬼武者Soul）（英格麗德）

2015年
- PROJECT X ZONE 2：BRAVE NEW WORLD（日语：PROJECT X ZONE 2:BRAVE NEW WORLD）（英格麗德[17]）

### 廣播劇
2003年
- 最终幻想戰略版Advance（諾諾）

### 廣播劇CD
- 天使禁獵區（小孩1、聖德芬〈胎兒〉）

### 外語配音
※除了表格的作品之外，依英文名稱及英文原名排序。

#### 電影／電視影集
| 作品年份 | 作品名稱            | 配演角色            | 演員            | 媒介                |
| -------- | ------------------- | ------------------- | --------------- | ------------------- |
| 1956     | 十誡                | －                  | －              | 朝日電視台版        |
| 1977     | 週末夜狂熱          | －                  | －              | DVD新錄版本         |
| 1998     | 金剛戰士：太空戰隊  | 派堀克              | －              | Super！drama TV頻道 |
| 1999     | 金剛戰士：銀河戰隊  | 澤塔                | －              | Super！drama TV頻道 |
| 1999     | 驚爆內幕            | －                  | －              | 影碟版本            |
| 1999     | 請勿打擾            | －                  | －              | DVD版本             |
| 2000     | 舞動人生            | －                  | －              | DVD版本             |
| 2000     | 哈啦辣美眉          | 拉德爾              | 凱瑟琳·亨利     | VHS版本             |
| 2001     | 驚聲尖笑2           | 梅根·沃爾黑斯       | 娜塔莎·雷昂     | 影碟版本            |
| 2001     | 綠指奇蹟            | －                  | －              | VHS版本             |
| 2001     | 追夢高手            | －                  | －              | VHS版本             |
| 2001     | 女王密使            | －                  | －              | VHS版本             |
| 2001     | K星異客             | 蓋比·鮑爾           | 娜塔莎·多爾夫伯 | DVD版本             |
| 2001     | 情人眼裡出西施      | 坦雅                | 南恩·馬丁       | DVD版本             |
| 2001     | 火山高校            | －                  | －              | VHS版本             |
| 2002     | 心靈投手            | －                  | －              | DVD版本             |
| 2002     | 25小時              | －                  | －              | DVD版本             |
| 2005     | 布拉格戀人          | －                  | －              | BS JAPAN版          |
| 2007     | 月光光心慌慌·殺清光 | 10歲時的麥克·邁爾斯 | 狄哥·菲爾屈     | DVD版本             |
| 2009     | 三月小姐            | 坎達絲              | 莫莉·斯坦頓     | DVD版本             |
| 2014     | 殲滅天際線          | 凱倫·布魯克斯       | 瑞秋·萊·寇克    | DVD版本             |

#### 動畫
- 龍的故事（英语：Dragon Tales）（洛爾卡）
- 大力士（英语：Hercules (1998 TV series)）（女性）
- 我有一只小火箭（英语：I Got a Rocket）（蓋比）
- 和瑪德琳一起（克洛伊）
- 粉紅豬一家親（喬治）
- 西部警長凱莉（普希拉／臭鼬〈克莉·桑默（英语：Cree Summer）〉）
- 少年悍將（小寶）

### 角子機
- 福星小子2（日语：パチスロうる星やつら2）（小蘭）
- 福星小子3（小蘭）

### 其它
- 鎖鎖美小姐@不好好努力（GAGAGA文庫）（廣告）（月讀鎖鎖美、邪神玉）
- 一個人也可以Mon！（日语：ひとりでできるもん!）
- 數位漫畫 戀愛得分（日语：GET LOVE!!〜フィールドの王子さま〜）（相樂光、桃）
- 廣告Yes!！光之美少女5短篇作文比賽廣告（旁白）
- 和媽媽一起（日语：おかあさんといっしょ） Monoran Monoran（日语：モノランモノラン）
- 宣傳漫畫『食王（日语：食キング）』（島原亞紀）

## 腳註

## 外部連結
- 81 Produce公式官網的聲優簡介 （页面存档备份，存于） （日語）